# Ortognejs

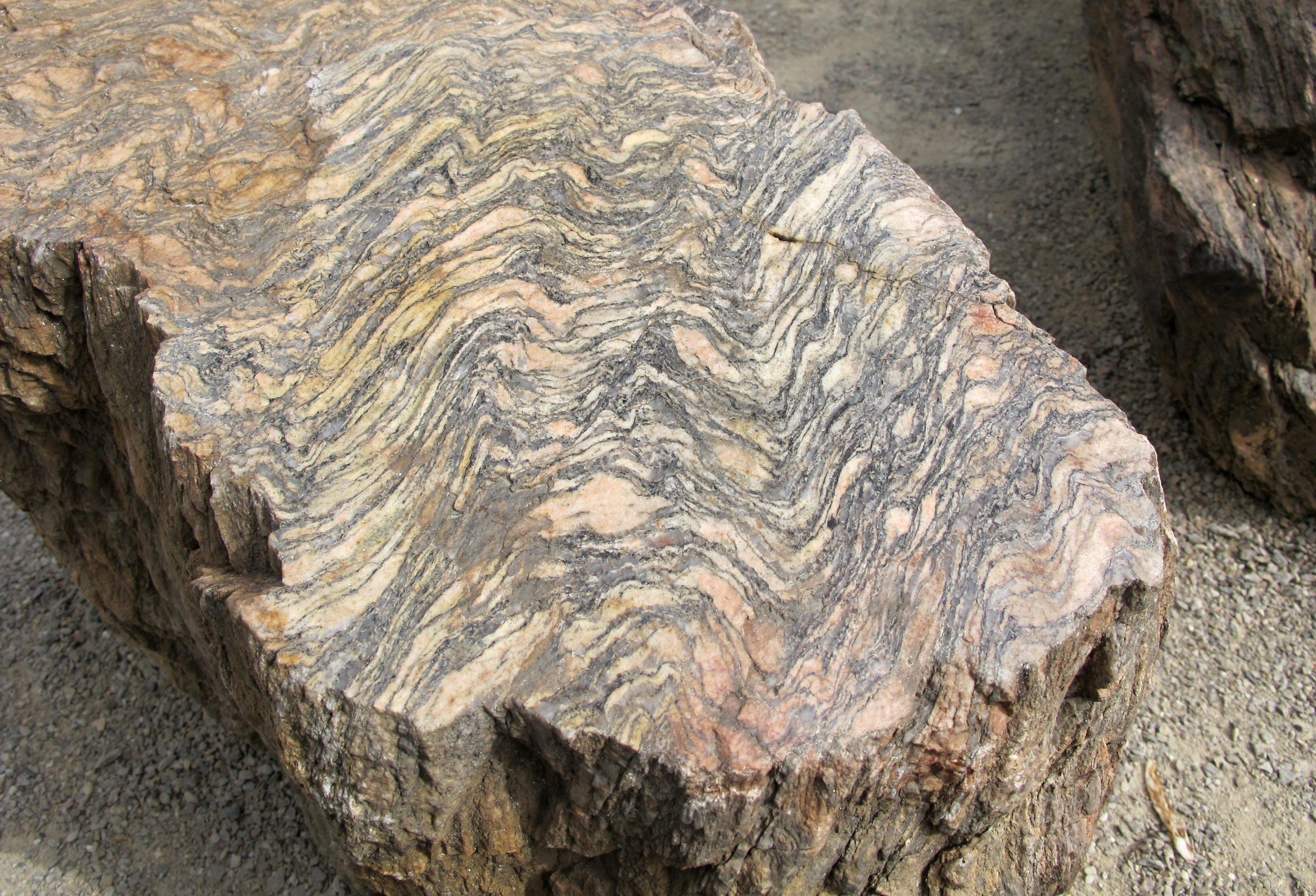
Ortognejs. Okaz z geoparku w ogrodzie botanicznym w Pradze.

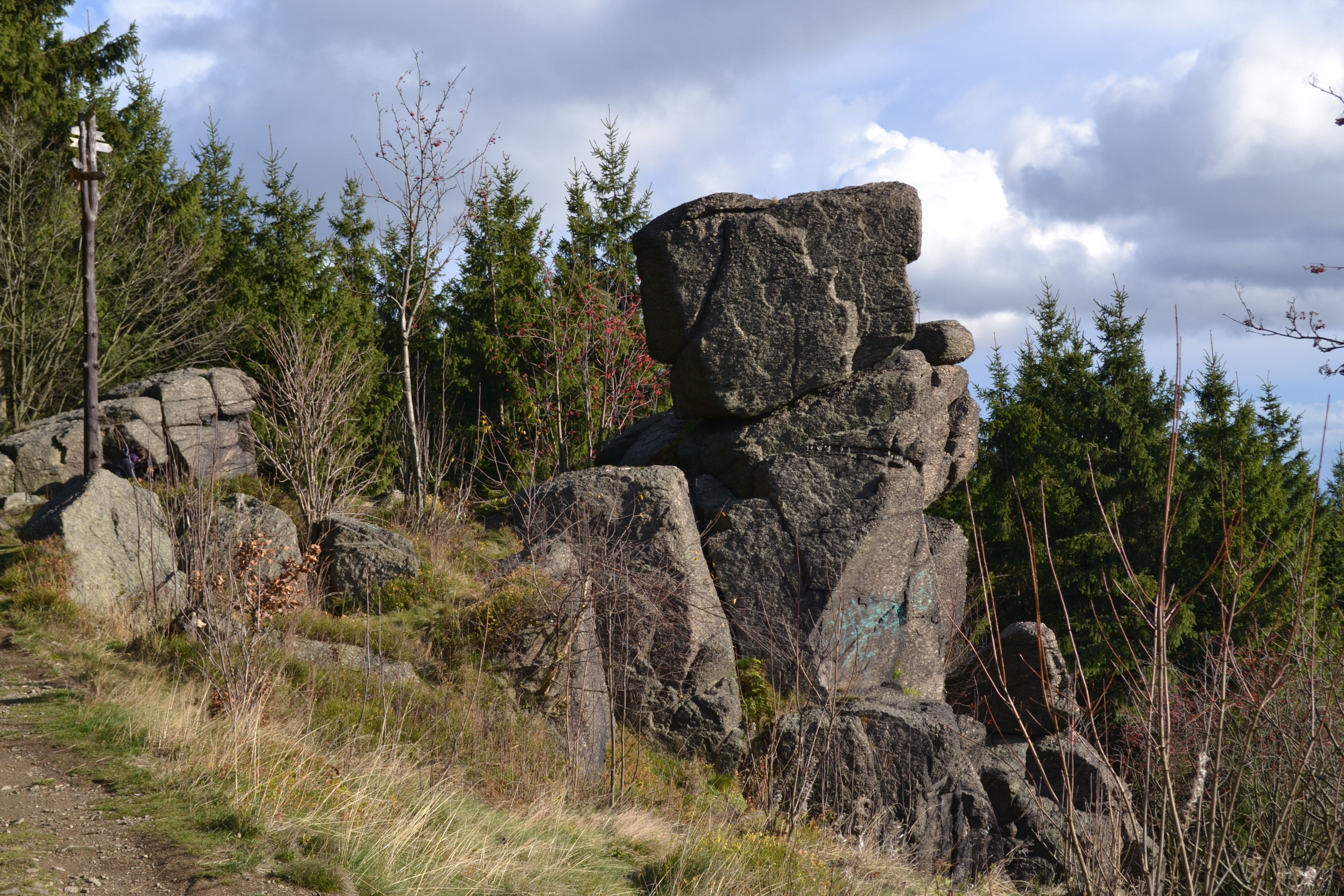
Skałka zbudowana z ortognejsów. Gmina Měděnec, Czechy

Ortognejs – gnejs o składzie granitoidu, powstały z jego przeobrażenia.
Nazwa orthogneiss została wprowadzona w 1891 przez Karla Heinricha Ferdinanda Rosenbuscha.